# بينغويت
بينغويت هي مقاطعة في الفلبين، تتبع Cordillera Administrative Region ‏، بلغ عدد سكانها 403٬944 نسمة، في 2010، عاصمتها La Trinidad, Benguet ‏، تبلغ مساحتها 2٬769٫08 كيلومتر مربع، رمزها البريدي هو 2600–2614.

## الموقع
تشترك في الحدود مع:
- لا يونيون
- بانغاسينان
- نويفا فيزكايا
- إيلوكوس سور
- مقاطعة ماونتين
- ايفوغايو.

## مدن توأم
المدن التوأم:
- كوتشي.

## التقسيمات الإدارية
- Atok, Benguet [الإنجليزية]‏
- Bakun, Benguet [الإنجليزية]‏
- Bokod, Benguet [الإنجليزية]‏
- Buguias [الإنجليزية]‏
- Itogon [الإنجليزية]‏
- Kabayan, Benguet [الإنجليزية]‏
- Kapangan [الإنجليزية]‏
- Kibungan [الإنجليزية]‏
- La Trinidad, Benguet [الإنجليزية]‏
- Mankayan [الإنجليزية]‏
- Sablan, Benguet [الإنجليزية]‏
- Tuba, Benguet [الإنجليزية]‏
- Tublay [الإنجليزية]‏.